# Szent Mihály és Gábriel arkangyalok fatemplom (Szilágykövesd)
A szilágykövesdi Szent Mihály és Gábriel arkangyalok fatemplom műemlékké nyilvánított épület Romániában, Szilágy megyében. A romániai műemlékek jegyzékében az  SJ-II-m-A-05038 sorszámon szerepel.